# Neukirchen (Grevenbroich)
Neukirchen (ⓘ) ist der nördlichste Ortsteil der Stadt Grevenbroich im Rhein-Kreis Neuss in Nordrhein-Westfalen.

## Lage

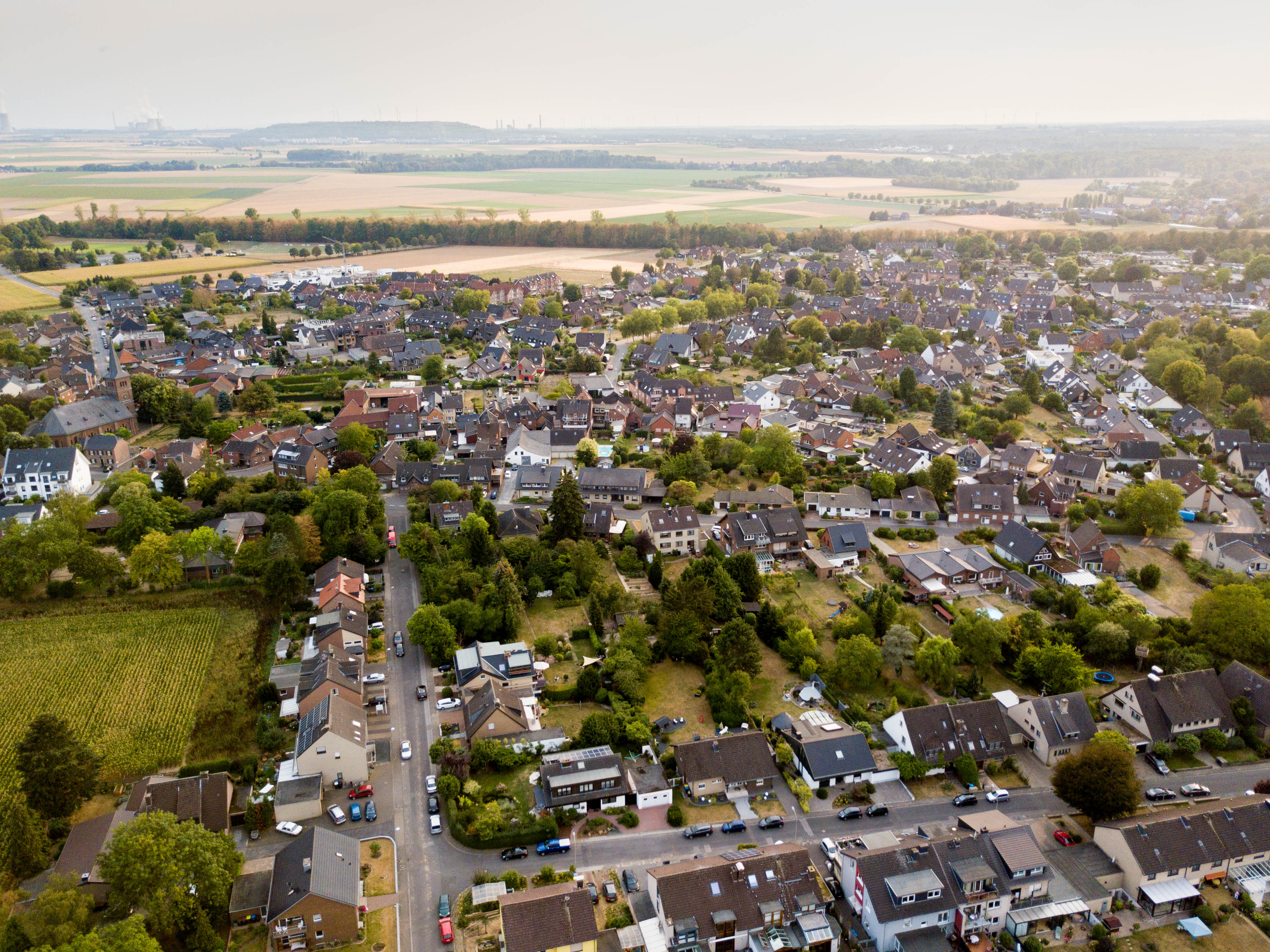
Luftaufnahme von Nordosten, 2018

Im Norden grenzt Neukirchen an den kleinen Weiler Bilderstöckchen und an die beiden Dörfer Speck und Wehl des Neusser Stadtteils Helpenstein/Speck/Wehl. Im Westen befindet sich der Strategische Bahndamm. Dort hinter liegt ein wenig weiter westlich Schloss Hülchrath. Im Süden von Neukirchen befindet sich Haus Horr und südöstlich die kleine Ortschaft Gubisrath. Östlich an Neukirchen vorbei verläuft die Bundesstraße 477.

## Geschichte

### Mittelalter
Neukirchen wird als frühgeschichtlicher Siedlungsraum eingestuft und wurde erstmals nachweislich im Jahr 1081 erwähnt.
Die Entstehung der Siedlung im Mittelalter ist wahrscheinlich auf die guten Lössböden und die günstige Lage zu wichtigen Handelswegen zurückzuführen.
Am Gillbach kurz vor seiner Mündung in die Erft gelegen, erstreckt sich die Gemeinde Neukirchen weit über die fruchtbare Lößplatte sowie über die feuchte Erftniederung.
Älteste Siedlungen sind Rüblinghoven (793 Hrotbertingahova, heute Wüst), Speck und Wehl (817 Weldi), wo der Haupthof einer Villikation der Abtei Werden lag. Von hier aus wurde die Erftaue besiedelt: Helpenstein, Münchrath, Mühlrath, Hülchrath. Neukirchen gehörte zum kurkölnischen Amt Hülchrath, mit Ausnahme von Hoisten (ursprünglich Hovesteden), das eine jülicher Enklave bildete (als ehemaliger Helpensteiner Besitz). Das Hülchrather Gericht hatte seinen Galgen zunächst auf der Neukircher Heide, später jedoch an der Stadtgrenze bei Rosellen.

### Neuzeit
Im Jahre 1794 wurde Neukirchen von französischen Truppen besetzt. Neukirchen gehört nun zur Munizipalität Hülchrath im Kanton Zons. Im Jahre 1815 kam Neukirchen zum Königreich Preußen und wurde der Provinz Jülich-Kleve-Berg zugeteilt, die später in der Rheinprovinz aufging. Seit 1816 gehörte Neukirchen zur Bürgermeisterei Hülchrath und zum Kreis Grevenbroich. 1909 wurde das Bürgermeisteramt von Hülchrath nach Neukirchen verlegt, wobei die zugehörige Gemeinde ursprünglich nach Hülchrath benannt war und erst 1929 den Namen des neuen Amtssitzes erhielt. Das örtliche Rathaus ist heute privatisiert und beherbergt eine Anwaltskanzlei.
Als adliger Sitz des 18. Jahrhunderts ist Haus Horr erhalten.
Insbesondere seit den 2010er Jahren bis heute wächst der Stadtteil dynamisch weiter. Die Arbeiten am Neuhäuser Weg sind größtenteils abgeschlossen. Ein weiteres Neubaugebiet im Bereich des ehemaligen Schwimmbades befindet sich bereits im Bau. Das Neubaugebiet an der Hülchrather Straße ist für die nächsten Jahre in Planung.

### Eingemeindung
Seit der Gebietsreform am 1. Januar 1975 gehört Neukirchen zu Grevenbroich und hat keinen eigenen Bürgermeistersitz mehr. Zur Gemeinde Neukirchen gehörten die Ortschaften: Neukirchen, Gubisrath, Hülchrath, Münchrath, Mühlrath, Hoisten, Speck, Wehl und Helpenstein.

### Religion

#### Evangelisches Gemeindezentrum
Das Gemeindezentrum Haus Bethlehem der evangelischen Gemeinde Neukirchen wurde im Jahre 1982 erbaut.

#### Katholische Pfarrgemeinde Sankt Jakobus der Ältere
Die Kirche ist im Kern im romanischen Stil errichtet worden. Aus dem 18. und 19. Jahrhundert stammen Chor, Seitenschiffe und der Westturm. Das Gebäude, sowie das Pfarrhaus, gehören zu den Baudenkmälern in Grevenbroich.

### Bevölkerungsentwicklung
| Jahr | Bevölkerung |
| ---- | ----------- |
| 1816 | 1336        |
| 1828 | 1363        |
| 1843 | 1472        |
| 1852 | 1625        |
| 1867 | 1577        |
| 1871 | 2133        |
| 1885 | 2182        |
| 1895 | 2150        |
| 1905 | 2169        |
| 1925 | 2589        |
| 1933 | 2547        |
| 1939 | 2579        |
| 1946 | 3018        |

| Jahr   | Bevölkerung |
| ------ | ----------- |
| 1950   | 3585        |
| 1961   | 1812        |
| 1970   | 2639        |
| 1974   | 3401        |
| 1983   | 1336        |
| 1984   | 1363        |
| 1987   | 2565        |
| 1990   | 2682        |
| 1993   | 2792        |
| 1996   | 2780        |
| 1999   | 2842        |
| 2003   | 2798        |
| 2005 ¹ | 2783        |

| Jahr   | Bevölkerung |
| ------ | ----------- |
| 2006 ¹ | 2769        |
| 2007 ¹ | 2733        |
| 2008 ¹ | 2676        |
| 2009 ¹ | 2642        |
| 2010   | 2631        |
| 2011   | 2632        |
| 2012   | 2717        |
| 2013   | 2766        |
| 2014   | 2776        |
| 2015   | 2752        |
| 2016   | 2745        |
| 2017   | 2743        |
| 2018   | 2775        |

| Jahr | Bevölkerung |
| ---- | ----------- |
| 2019 | 2773        |
| 2020 | 2775        |
| 2021 | 2823        |
| 2022 | 2876        |
| 2023 | 2835        |
| 2024 | 2821        |

¹ 2005–2009 Angaben der Stadt Grevenbroich mit Bilderstöckchen, Lohhof, Lübisrath, Neuhaus und Pfannenschuppen.

## Wirtschaft und Infrastruktur

### Verkehr
Buslinien
Neukirchen wird an seinen Haltestellen von den Linien des Busverkehr Rheinland (BVR) angefahren:
| Linie | Strecke                                                                                                  | Betrieb        |
| ----- | --- | -------------- |
| 865   | Schülerlinie Grevenbroich                                                                                | Montag–Freitag |
| 872   | Neuss Landestheater – NE-Süd Bf – Grevenbroich Neukirchen – Rommerskirchen Villau – Evinghoven – Oekoven | Montag–Sonntag |
| 873   | Neuss Landestheater – NE-Süd Bf – Grevenbroich Neukirchen – Dormagen Gohr – Broich (– Marktplatz)        | Montag–Samstag |
| 877   | Neuss Landestheater – NE-Süd Bf – Holzheim – Grevenbroich Neukirchen – Wevelinghoven (– Grevenbroich Bf) | Montag–Freitag |
| 878   | Neuss Stüttgen – Elvekum – Norf – Hoisten – Grevenbroich Neukirchen – Wevelinghoven (– Grevenbroich Bf)  | Montag–Freitag |

### Öffentliche Einrichtungen
- Katholischer Kindergarten St. Jakobus d. Ä.
- Gemeinschaftsgrundschule Jakobus-Schule
- Sportplatz
- Freiwillige Feuerwehr

### Vereine
- Jägercorps 1860 Neukirchen
- St. Martinskomitee
- Bürgerschützenverein 1860 Neukirchen
- Grenadiercorps 1860 Neukirchen
- TTC DJK Neukirchen 1952 (Tischtennis)
- Quartettverein „Rheingold“ Neukirchen
- Tambourcorps „Rheinklänge“ Neukirchen 1921
- Sportgemeinschaft Neukirchen-Hülchrath
- „Unser Neukirchen“ Dorfverein
- FC Anhänger Club Neukirchen
- Neukirchener Karnevalsverein „NKV“
- RC Gut Neuhaus
- Hubertuscorps 1973 Neukirchen

## Kultur und Freizeit

### Der Strategische Bahndamm
Mit Bahndamm oder Strategischem Bahndamm wird in Neukirchen und Hülchrath das Projekt einer Eisenbahn-Linie von Neuss nach Bergheim bezeichnet. Der Damm und die Brücken wurden zwar fertiggestellt, durch die Inflation geriet jedoch die Finanzierung bis 1924 derart aus dem Rahmen, dass der Bau für immer eingestellt wurde. Heute ist der Bahndamm ein Naherholungsgebiet mit wichtiger Vernetzungsfunktion der regionalen Biotope. Seit der „Dezentralen Landesgartenschau 2005“ beherbergt der Bahndamm auch den „Kulturpfad“ von Hombroich nach Sinsteden mit Stelen, die von Ulrich Rückriem geschaffen wurden.